# The Next Day
The Next Day je 24. studiové album britského zpěváka Davida Bowieho. Jeho producentem byl Tony Visconti a album vyšlo v březnu 2013 u vydavatelství Iso Records a Columbia Records. Jeho vydání bylo oznámeno v den Bowieových 66. narozenin 8. ledna 2013 a ve stejný den vyšel první singl „Where Are We Now?“. Až do tohoto dne bylo jeho vydání v utajení. Jediným kdo o albu řekl před lednem 2013 byl kytarista Robert Fripp. Ten na svém blogu v říjnu 2011 napsal, že se nezúčastní nahrávání Bowieho nového alba. Lidé tomu však nevěřili.
Jde o jeho první studiové album od roku 2003, kdy vyšlo album Reality. Jde rovněž o jeho první album od roku 1993, kdy vyšlo Black Tie White Noise, které se umístilo na prvním místě v žebříčku UK Albums Chart. Na obalu alba je použit obal z alba Heroes z roku 1977 a bílým čtvercem uprostřed, na kterém je název tohoto alba a název původního alba, slovo „Heroes“ je přeškrtnuto.

## Seznam skladeb
Všechny texty napsal David Bowie, autorem veškeré hudby je Bowie mimo uvedených výjimek.
| Pořadí | Název                                          | Délka |
| ------ | ---------------------------------------------- | ----- |
| 1.     | The Next Day                                   | 3:51  |
| 2.     | Dirty Boys                                     | 2:58  |
| 3.     | The Stars (Are Out Tonight)                    | 3:56  |
| 4.     | Love Is Lost                                   | 3:57  |
| 5.     | Where Are We Now?                              | 4:08  |
| 6.     | Valentine's Day                                | 3:01  |
| 7.     | If You Can See Me                              | 3:15  |
| 8.     | I'd Rather Be High                             | 3:53  |
| 9.     | Boss of Me (Bowie, Gerry Leonard)              | 4:09  |
| 10.    | Dancing Out in Space                           | 3:24  |
| 11.    | How Does the Grass Grow? (Bowie, Jerry Lordan) | 4:33  |
| 12.    | (You Will) Set the World On Fire               | 3:30  |
| 13.    | You Feel So Lonely You Could Die               | 4:41  |
| 14.    | Heat                                           | 4:25  |

| Bonusy na de-luxe edici | Bonusy na de-luxe edici                   | Bonusy na de-luxe edici |
| Pořadí                  | Název                                     | Délka                   |
| ----------------------- | ----------------------------------------- | ----------------------- |
| 15.                     | So She                                    | 2:31                    |
| 16.                     | Plan                                      | 2:02                    |
| 17.                     | I'll Take You There (Bowie, Leonard)      | 2:41                    |
| 18.                     | God Bless the Girl (pouze japonská verze) | 4:11                    |

## Obsazení
- David Bowie – zpěv, kytara, klávesy, aranžmá
- Tony Visconti – kytara, baskytara, aranžmá
- Earl Slick – kytara
- Gerry Leonard – kytara
- David Torn – kytara
- Gail Ann Dorsey – baskytara, doprovodný zpěv
- Tony Visconti – baskytara
- Tony Levin – baskytara
- Sterling Campbell – bicí
- Zachary Alford – bicí
- Steve Elson – barytonsaxofon
- Henry Hey – klavír
- Antoine Silverman – smyčce
- Maxim Moston – smyčce
- Hiroko Taguchi – smyčce
- Anja Wood – smyčce
- Janice Pendarvis – doprovodný zpěv

## Žebříčky
| Žebříček           | Nejlepší pozice |
| ------------------ | --------------- |
| Austrálie          | 2               |
| Rakousko           | 2               |
| Belgie (Vlámsko)   | 1               |
| Belgie (Valonsko)  | 1               |
| Kanada             | 2               |
| Chorvatsko         | 1               |
| Česko              | 1               |
| Dánsko             | 1               |
| Nizozemsko         | 1               |
| Finsko             | 1               |
| Francie            | 2               |
| Německo            | 1               |
| Řecko              | 7               |
| Maďarsko           | 6               |
| Irsko              | 1               |
| Itálie             | 2               |
| Japonsko           | 5               |
| Mexiko             | 13              |
| Nový Zéland        | 1               |
| Norsko             | 1               |
| Polsko             | 1               |
| Portugalsko        | 1               |
| Skotsko            | 1               |
| Švédsko            | 1               |
| Švýcarsko          | 1               |
| Spojené království | 1               |
| USA                | 2               |